# Tommy Tucker
Tommy Tucker, född Robert Higginbotham 5 mars 1933, död 22 januari 1982, var en amerikansk sångare, låtskrivare och pianist. Han föddes i Springfield, Ohio. Han är mest känd för hitlåten "Hi-Heel Sneakers" från 1964, som gick upp till nummer 11 på Billboard Hot 100-listan. Hans andra låt på Billboard Hot 100-listan, "Long Tall Shorty", blev nummer 96.
Tucker dog 1982 48 år gammal på College Hospital i Newark, New Jersey, från att inhalera koltetraklorid medan han behandlade trägolv i sitt hem. Men hans död har alternativt tillskrivits matförgiftning.

## Diskografi (urval)
Album
- 1964 – Hi-Heel Sneakers
- 1978 – Live+Well
- 1978 – Mother Tucker
- 1982 – The Rocks Is My Pillow - The Cold Ground Is My Bed
- 1991 – Hi-Heel Sneakers